# 小行星2458
小行星2458（2458 Veniakaverin）是一颗围绕太阳公转的小行星。1977年9月11日，尼古拉·切爾尼赫在克里米亚发现了此天体。
該小行星以蘇聯作家韋尼阿明·卡維林命名。
这颗小行星的绝对星等为183.9701766281757等。